# Gustav Klepsch
Gustav Klepsch (12. října 1872 Velké Březno – 25. ledna 1937 Liběšice) byl český římskokatolický kněz, vlastivědný pracovník a spisovatel.

## Životopis
Na kněze byl vysvěcen 9. července 1899. Znám je jako spisovatel, který se zabýval podrobně Liběšicemi v okrese Litoměřice. V Liběšicích byl od roku 1905 ustanoven kaplanem liběšické farní expozitury a působil zde až do své smrti. Ve svých dvou knihách Liebeschitz bei Auscha z roku 1912 a Von der Sonnenseit des Geltsch z roku 1932 detailně popsal historii a urbanistický vývoj obce a snažil se v nich také o interpretaci místních sochařských děl. Jedná se zároveň do té doby o téměř jedinou monografii pojednávající o Liběšicích. V litoměřické diecézi byl jmenován biskupským notářem a vykonával řadu dalších funkcí.